# Abschalom

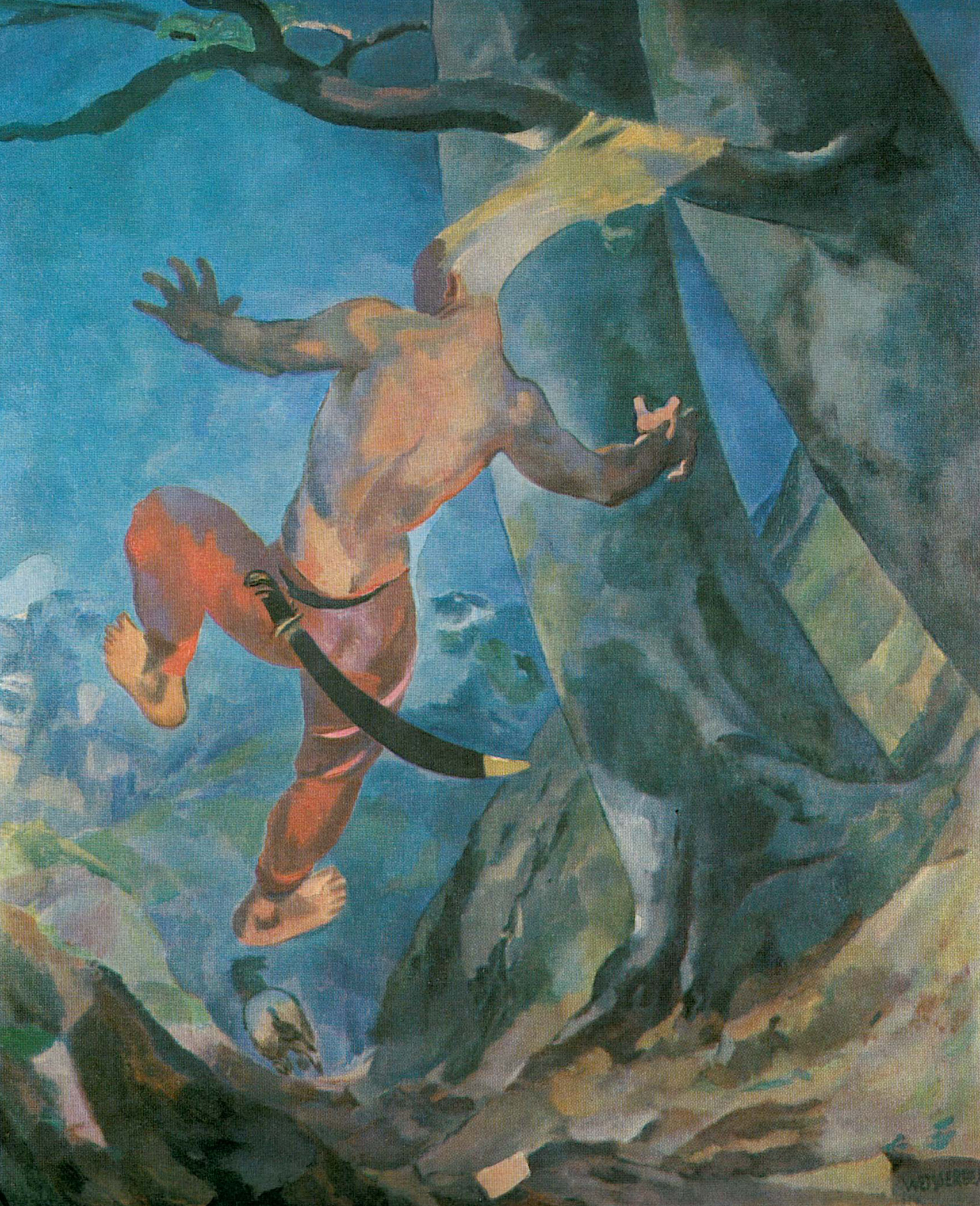
Abschalom, am Baum hängend, von Albert Weisgerber

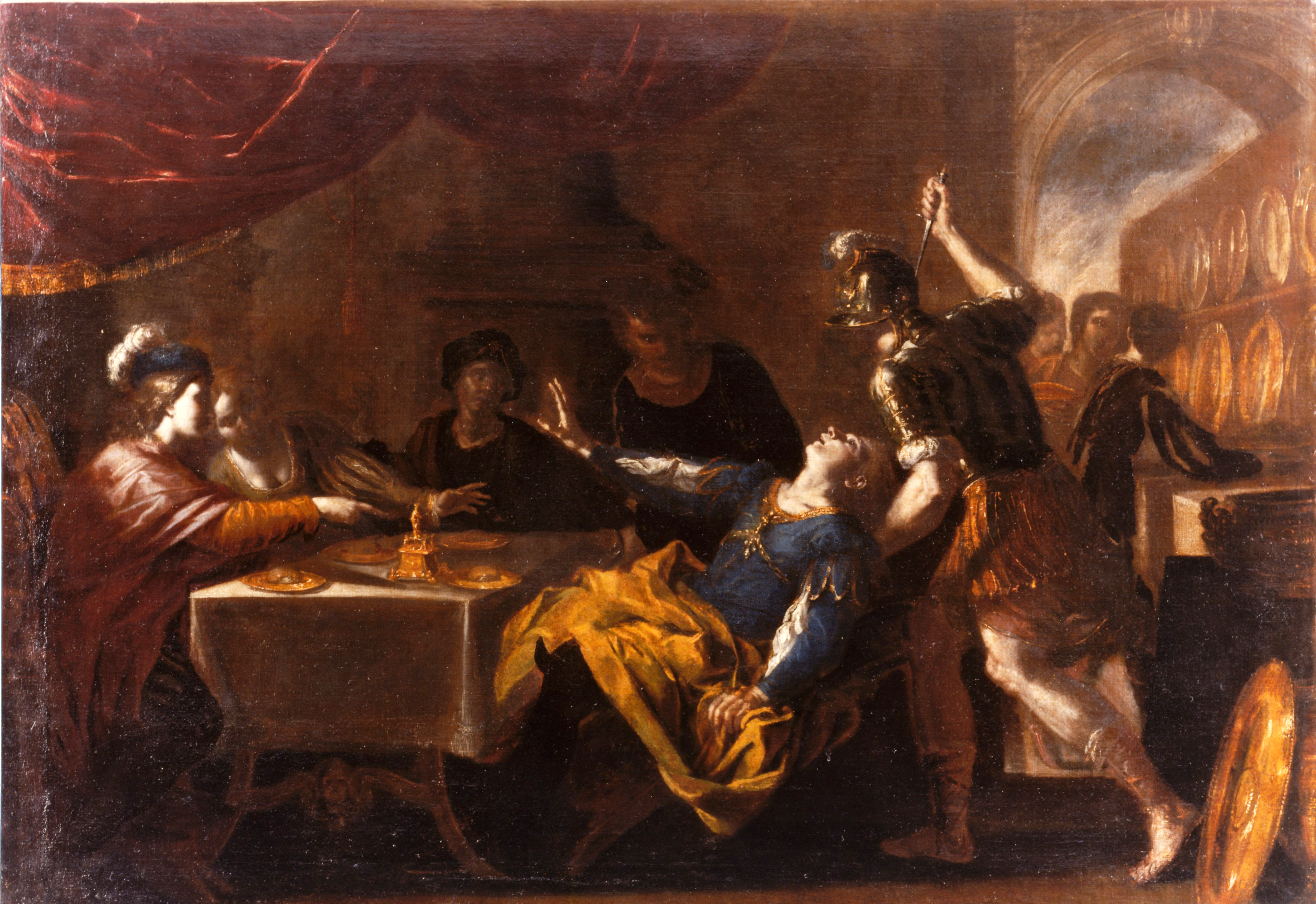
Abschaloms Gastmahl von Niccolò de Simone, um 1650.

Abschalom (hebräisch אַבְשָׁלוֹם, auch Absalom, Abischalom) war einer der jüngeren Söhne des biblischen Königs David und ein Halbbruder Salomos.

## Name und Herkunft
Der hebräische Name אַבְשָׁלוֹם (’avšālôm) bedeutet „Der Vater (das heißt: Gott) ist Heil“ bzw. „šālôm ist Vater“. Nach biblischer Überlieferung (siehe 2 Sam 3,3  und 1 Chr 3,2 ) war Abschalom der dritte Sohn König Davids. Die Mutter Maacha war eine Tochter Talmais, König des aramäischen Fürstentums Geschur (2 Sam 3,3 ).

## Aufstand des Abschalom
Obwohl er von seinem Vater sehr geliebt wurde, versucht er diesen zu stürzen. Die Umstände werden in biblischen Erzählungen von 2 Sam 15–18  geschildert:
Abschaloms Halbbruder Amnon vergewaltigte seine Halbschwester Tamar (2 Sam 13,1–22 ). David jedoch unternahm nichts weiter, als Amnon des Hofes in Jerusalem zu verweisen. Abschalom übte Rache, indem er Amnon töten ließ (2 Sam 13,23–33 ); anschließend floh er vor David (2 Sam 13,34–37 ). Erst nach etwa fünf Jahren wagte er es, wieder vor seinen Vater zu treten (2 Sam 13,38–39 ).
Seine Absicht ging dahin, selbst die Herrschaft zu übernehmen. Denn er war zu der Überzeugung gelangt, David sei ein schwacher König, Israel brauche aber eine starke Führung. Mit Hilfe seines Beraters Ahitofel konnte er unter den Fußsoldaten und Ältesten Freunde gewinnen und auf der anderen Seite des Jordan ein kleines Heer mobilisieren (2 Sam 15,1–12 ). David musste aus Jerusalem fliehen (2 Sam 15,13–37 ).
Über Spitzel, darunter auch der junge Priester Huschai, erreichte David, dass Abschalom aus der Stadt gelockt wurde. Im Wald von Efraim kam es zur Schlacht (2 Sam 18,6 ). Auf der Flucht vor den Soldaten seines Vaters blieb Abschalom mit seinem langen Haupthaar – dem Kennzeichen, das die biblische Erzählung mit ihm verbindet – in der Krone eines Baumes hängen (2 Sam 18,9 ). Joab, dem Hauptmann Davids, blieb nichts anderes zu tun, als ihn zu töten: „Da nahm Joab drei Spieße in seine Hand, und stieß sie Abschalom ins Herz, da er noch lebte an der Eiche“ (2 Sam 18,14 ). Dies tat er, obwohl David seine Soldaten vor dem Kampf aufgefordert hatte, Abschalom zu verschonen (2 Sam 18,5 ).
Die Nachricht vom Tod Abschaloms wird David auf einfühlsame Weise von einem Kuschiter überbracht:

„32Der König fragte den Kuschiter: Geht es dem Jungen, Abschalom, gut? Der Kuschiter antwortete: Wie dem jungen Mann möge es allen Feinden meines Herrn, des Königs, ergehen, allen, die sich in böser Absicht gegen dich erhoben haben.
19,1Da zuckte der König zusammen, stieg in den oberen Raum des Tores hinauf und weinte („Davids Wehklage“). Während er hinaufging, rief er (immer wieder): Mein Sohn Abschalom, mein Sohn, mein Sohn Abschalom! Wäre ich doch an deiner Stelle gestorben, Abschalom, mein Sohn, mein Sohn! 2Man meldete Joab [seinem General]: Der König weint und trauert um Abschalom. 3So wurde der Tag der Rettung für das ganze Volk zu einem Trauertag; denn die Leute hörten an diesem Tag: Der König ist voll Schmerz wegen seines Sohnes.“

## Die Ambivalenz in der biblischen Darstellung
Die biblische Darstellung fällt wegen der Komplexität auf, mit der Person und Charakter des Abschalom geschildert werden. Vom Ausgangspunkt des Konfliktes aus, der Parteinahme für Tamar, fällt ein positives Licht auf ihn. Dem steht die unverkennbar negative Beurteilung entgegen, mit der die Ausführung des Racheplanes berichtet wird.
Weitere Züge seines Wesens werden vom biblischen Erzähler verurteilt; er erscheint als gewalttätig, rücksichtslos und hinterhältig. Auch das Aufstandsmotiv selbst findet keine Billigung (siehe 2 Sam 13,23 ; 13,32 ; 15,5 ).
Wiederum demgegenüber steht, wie entschieden die Erzählung hervorhebt, dass Abschalom einem Betrug zum Opfer fällt. Die textkritische Beurteilung des Abschnittes 2 Sam 17,5–14  ist allerdings umstritten (möglicherweise handelt es sich um eine nachträgliche Ergänzung). Den Schlusspunkt bildet die ausführliche „Wehklage Davids“ um seinen Sohn (2 Sam 19 ). Bereits vorher hatte Joab einen Mitkämpfer, der die Botschaft überbringen wollte, mit den Worten zurückgewiesen: „Du bringest heute keine gute Botschaft. Einen andern Tag sollst du Botschaft bringen, und heute nicht; denn des Königs Sohn ist tot“ (2 Sam 18,20 ).